# Ponte di Pergamo
Il ponte di Pergamo è un ponte di sostruzione romano sul fiume Selinunte (l'odierno Bergama Çayı) nell'antica città di Pergamo (oggi Bergama), dell'odierna Turchia. L'ampia struttura presenta una di lunghezza 196 m (643 ft) e in antichità era considerata la più grande del suo genere. Il ponte fu progettato durante il regno di Adriano (d.C 117-138) e il suo scopo era quello di formare un passaggio sotto il grande cortile di fronte al complesso monumentale del tempio della "Basilica Rossa". I due tunnel intatti, che sono composti da muri portanti coperti da volte a botte, adempiono ancora oggi al loro scopo.

## Classificazione come ponte di sostruzione
Sebbene il ponte di Pergamo sia, per la sua straordinaria larghezza, spesso erroneamente chiamato galleria, dovrebbe essere piuttosto trattato come un ponte di sostruzione. Difatti, l'intera struttura è stata eretta al di sopra del livello del suolo; ciò richiede tecniche edilizie più simili alla costruzione di ponti e molto diverse da quelli impiegate per lo scavo di gallerie.
Per lo sviluppo urbano, tali sostruzioni sono considerate particolarmente utili per fornire ampi spazi aperti in aree urbane densamente popolate. Questo era anche il caso a Pergamo: la costruzione del Tempio di Serapide richiedeva la creazione di un ponte che coprisse un'intera sezione del fiume Selinunte. Ciò avrebbe consentito di ottenere sufficiente per porre una grande piattaforma di fronte al tempio.
Un progetto urbano simile fu eseguito anche in un'altra antica città anatolica, Nysa, dove il Ponte, di 100 m (328 ft) di larghezza, sosteneva il piazzale del teatro.

## Struttura a volta
La sottostruttura del ponte è caratterizzata da due volte a botte parallele e lineari, separate da un tramezzo a scorrimento continuo. Mentre gli ingressi alla struttura a volta in saluta sono sullo stesso livello, le uscite a valle tra le uscite presentano un dislivello di 13 m (43 ft). Ciò causa una significativa differenza d'altezza tra il ramo occidentale della struttura ( 183 m (600 ft) ) e quello orientale della struttura ( 196 m (643 ft) ). Inoltre, parti della galleria occidentale risultano ad oggi insabbiate in seguito alla costruzione di un'entrata alta 2 m (6 ft 7 in) avvenuta successivamente.
Le dimensioni dei due archi semicircolari sono praticamente identiche: le campate presentano ciascuna una larghezza 9 m (30 ft) ciascuna; l'aumento dalla linea d'imposta all'apice dell'arco misura 4,5 m (15 ft) mentre dal suolo misura 7,5 m (25 ft). Le volte sono costruite con pietrisco legato con malta e poggiano su un basamento in bugnato.
A monte e a valle del ponte, sul Selinunte, si trovano altri due antichi ponti ben conservati, chiamati Tabak Köprüsü e Üc Kemer Köprüsü ("Ponte a tre archi").

## Capacità di scarico
La portata massima del ponte di Pergamo in caso di inondazioni è stata oggetto di ricerche idrauliche e idrologiche. È stato calcolato che la galleria ha una pendenza pari allo 0,6% e una portata massima di scarico di 360 m³/s. Il superamento di questo limite sottopone il ponte a pressione interna e danneggia la struttura nel processo. Considerando che il Selinunte è lungo 13,4 km (8,3 mi), con una pendenza mediana del 2,2% e un bacino idrografico di 101 km² (39 mi²), sono stati calcolati, a seconda del metodo impiegato, i seguenti intervalli mediani di tempo in termini di possibile superamento della capacità del ponte:
- 1, 250 anni (metodo Günerman)
- 1, 550 anni (metodo DSI)
- 1.100 anni (metodo Mockus)
- 8.500 anni (metodo Snyder)

Lo studio è giunto alla conclusione che statisticamente ogni 700 anni, valore che è stato indicato come media aritmetica, ci si dovrebbe aspettare inondazioni che supererebbero la capacità del ponte.